# خوسيه غالفان
خوسيه غالفان (بالإسبانية: José Galván) (26 مارس 1981 بسان ميغيل دي توكومان في الأرجنتين - ) هو لاعب كرة قدم أرجنتيني في مركز الوسط. لعب مع بوكا جونيورز وتشاكاريتا جيونيورز ونادي بودابست ونيويورك ريد بولز وUniversitario de Sucre ‏ ونادي كوكيمبو أونيدو ونادي مانتا لكرة القدم وSportivo Patria ‏ وAtlético Minero ‏ و9 de Julio de Morteros ‏ ونادي كوبريسال.

## وصلات خارجية
- خوسيه غالفان على موقع الدوري الأمريكي (الإنجليزية)
- خوسيه غالفان على موقع قاعدة بيانات كرة القدم.إي يو (الإنجليزية)